# Aarón Navarro
Aarón Navarro Mena (San Isidro de El General, Pérez Zeledón, 29 de mayo de 1987) es un futbolista costarricense que juega como mediocampista y actualmente milita en el club Deportivo Marquense de la Liga Nacional. 
En el año 2018 se convirtió en el primer futbolista del C.D Guastatoya en anotar un gol en competiciones internacionales (Liga de Campeones de la Concacaf) al anotarle un gol al Houston Dynamo F.C.

## Clubes
| Club                    | País       | Año       |
| ----------------------- | ---------- | --------- |
| AS Puma Generaleña      | Costa Rica | 2014-2015 |
| UCR Fútbol Club         | Costa Rica | 2015-2016 |
| Municipal Pérez Zeledón | Costa Rica | 2016-2017 |
| Jicaral Sercoba         | Costa Rica | 2017      |
| C.D Guastatoya          | Guatemala  | 2017-2021 |
| C.D Cobán Imperial      | Guatemala  | 2022-2023 |
| Xelajú M. C.            | Guatemala  | 2023-Act  |

## Palmarés

### Títulos nacionales
| Título                         | Equipo             | País       | Año  |
| ------------------------------ | ------------------ | ---------- | ---- |
| Segunda División de Costa Rica | AS Puma Generaleña | Costa Rica | 2014 |
| Liga Nacional de Guatemala     | C.D Guastatoya     | Guatemala  | 2018 |
| Liga Nacional de Guatemala     | C.D Guastatoya     | Guatemala  | 2018 |
| Liga Nacional de Guatemala     | C.D Guastatoya     | Guatemala  | 2020 |
| Liga Nacional de Guatemala     | C.D Cobán Imperial | Guatemala  | 2022 |
| Liga Nacional de Guatemala     | Xelajú MC          | Guatemala  | 2023 |
| Liga Nacional de Guatemala     | Xelaju MC          | Guatemala  | 2024 |